# Igreja de São Salvador em Monti
San Salvatore ai Monti ou Igreja de São Salvador em Monti é uma igreja de Roma, Itália, localizada no rione Monti, na via Madonna dei Monti. É dedicada a Jesus Cristo.

## História
Atualmente, esta igreja está reduzida a um simples oratório da vizinha igreja paroquial de Santa Maria dei Monti. Ela foi mencionada pela primeira vez numa bula do papa Nicolau V de 1289 e já teve muitos nomes, incluindo San Salvatore in Suburra e San Salvatore a Torre Secura, sendo o primeiro uma referência à antiga vizinhança romana de Suburra, onde está a igreja; o segundo, à proximidade da Torre dei Conti, chamada de Torre Secura ou, popularmente, de Torre Scura ("Torre Escura").
O edifício original foi destruído durante o saque de Roma de 1527 e reconstruído entre 1630 e 1635, passando uma restauração completa em 1762. Estava ligada ao vizinho Palazzo dei Neofiti e servia como igreja de seus estudantes.